# Ireasca, Galați
Ireasca este un sat în comuna Gohor din județul Galați, Moldova, România.

## Personalități
- Mioara Velicu (n. 1944), interpretă de muzică populară românească
- Mitrița Camară Velicu (n. 1956), interpretă de muzică populară românească